# Feuille d'acanthe
 (janvier 2025).
Si vous disposez d'ouvrages ou d'articles de référence ou si vous connaissez des sites web de qualité traitant du thème abordé ici, merci de compléter l'article en donnant les références utiles à sa vérifiabilité et en les liant à la section « Notes et références ».

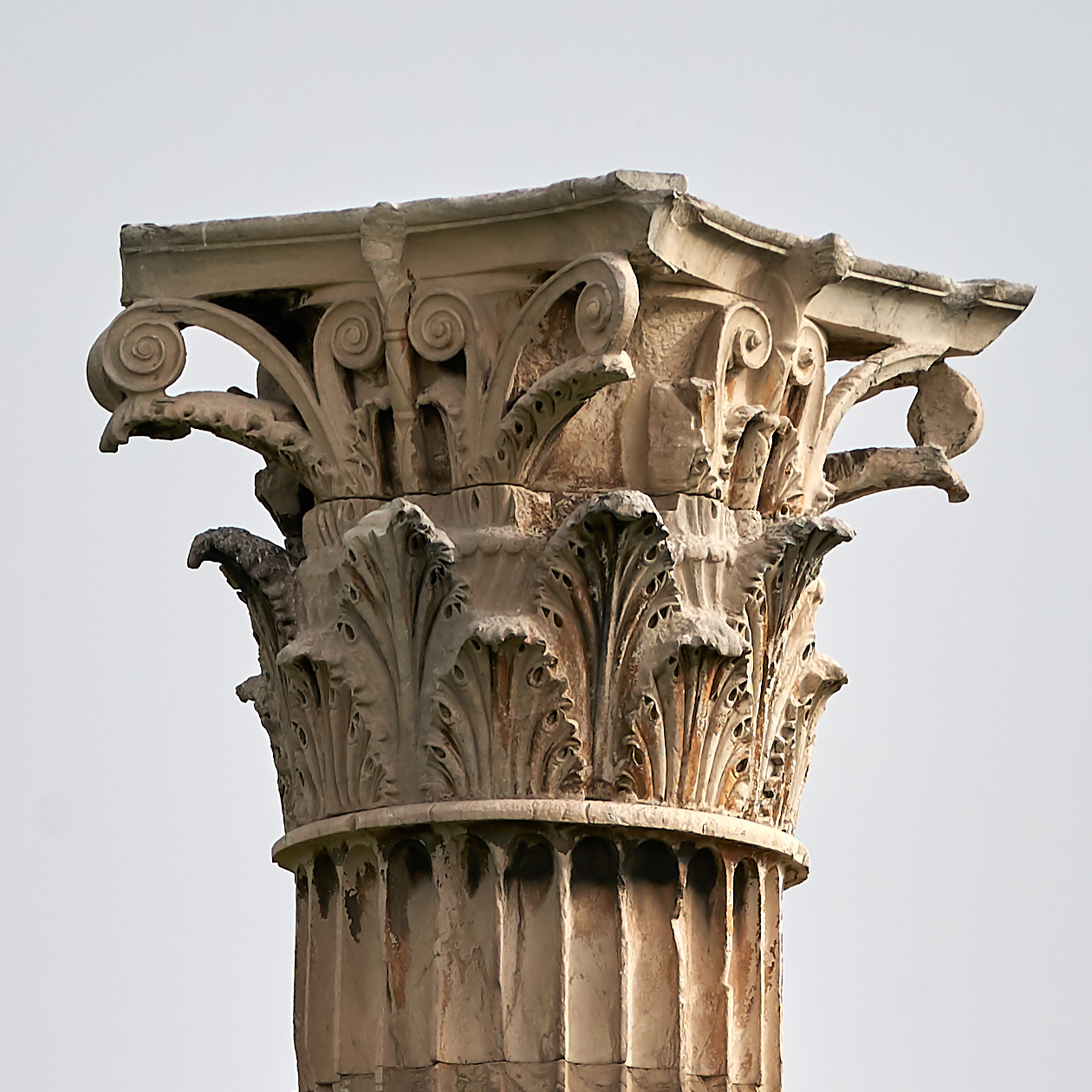
Chapiteau corinthien du temple de Zeus à Athènes, achevé sous le règne d'Hadrien en 131.

La feuille d'acanthe est un motif ornemental très utilisé dans l'architecture, notamment dans l'architecture grecque classique, l'architecture romaine,  l'architecture romaine, l'architecture romane, l'architecture néo-classique et l'architecture éclectique et l'architecture islamique. La menuiserie et l'ébénisterie en font également un grand usage à partir du style Renaissance jusqu'au style Louis XVI.

## Origine
Ce motif ornemental est inspiré des feuilles d'espèces méditerranéennes du genre Acanthus, qui ont des feuilles profondément découpées. Les espèces Acanthus mollis (Acanthe à feuilles molles) et Acanthus spinosus (Acanthe épineuse), aux feuilles encore plus découpées, ont toutes deux été citées comme étant le modèle de ce motif.

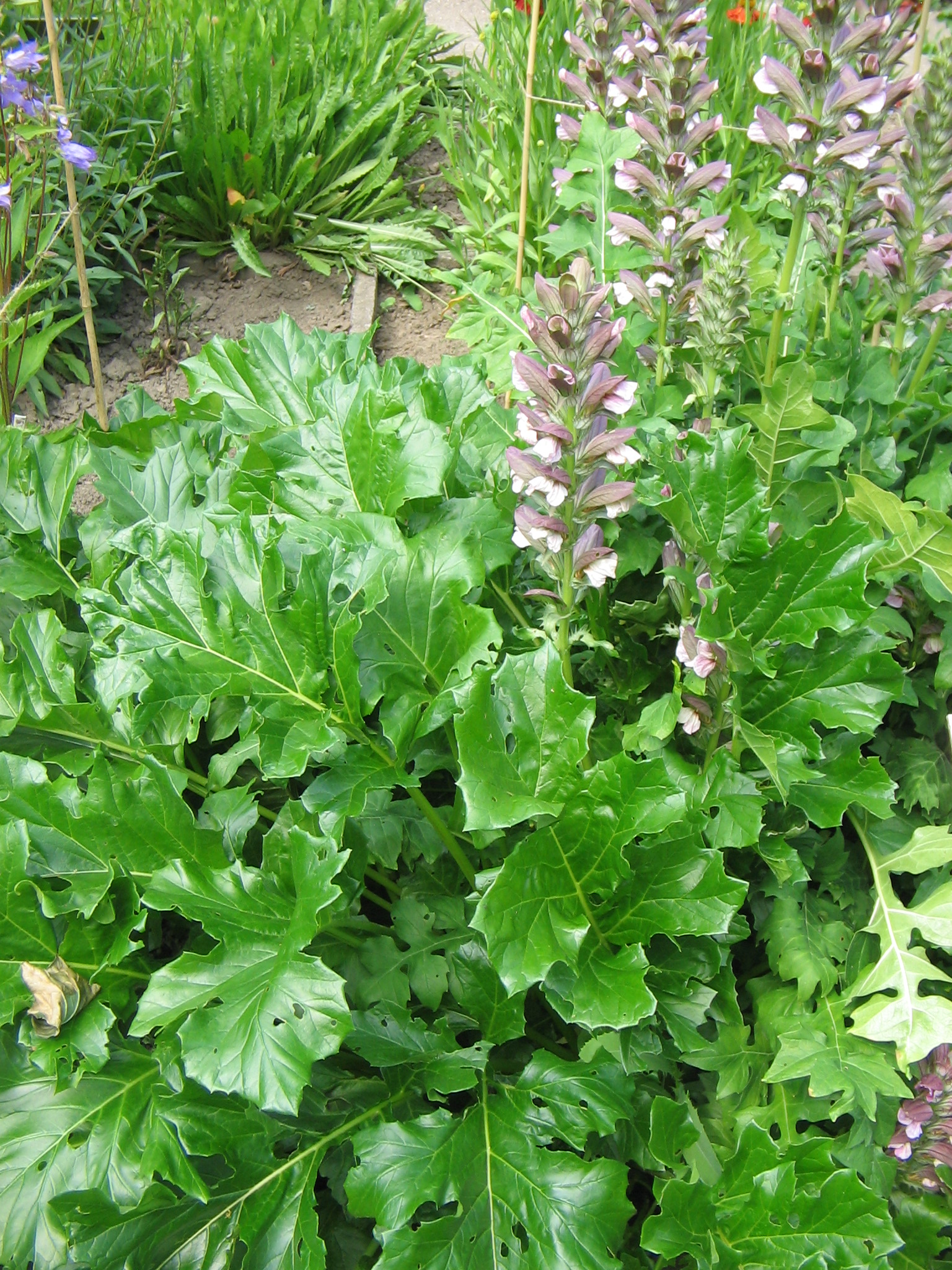
Acanthe à feuilles molles.
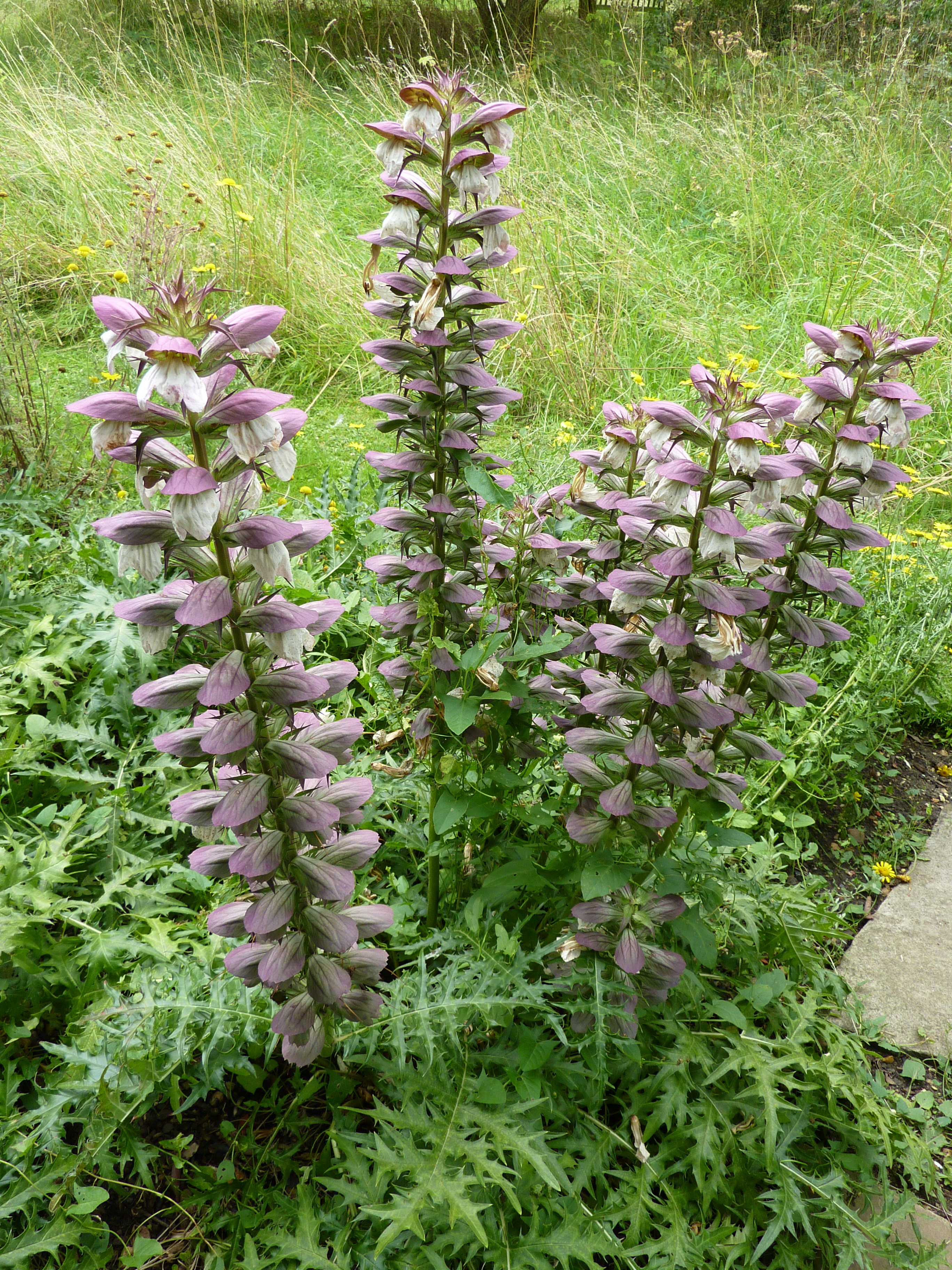
Acanthe épineuse.
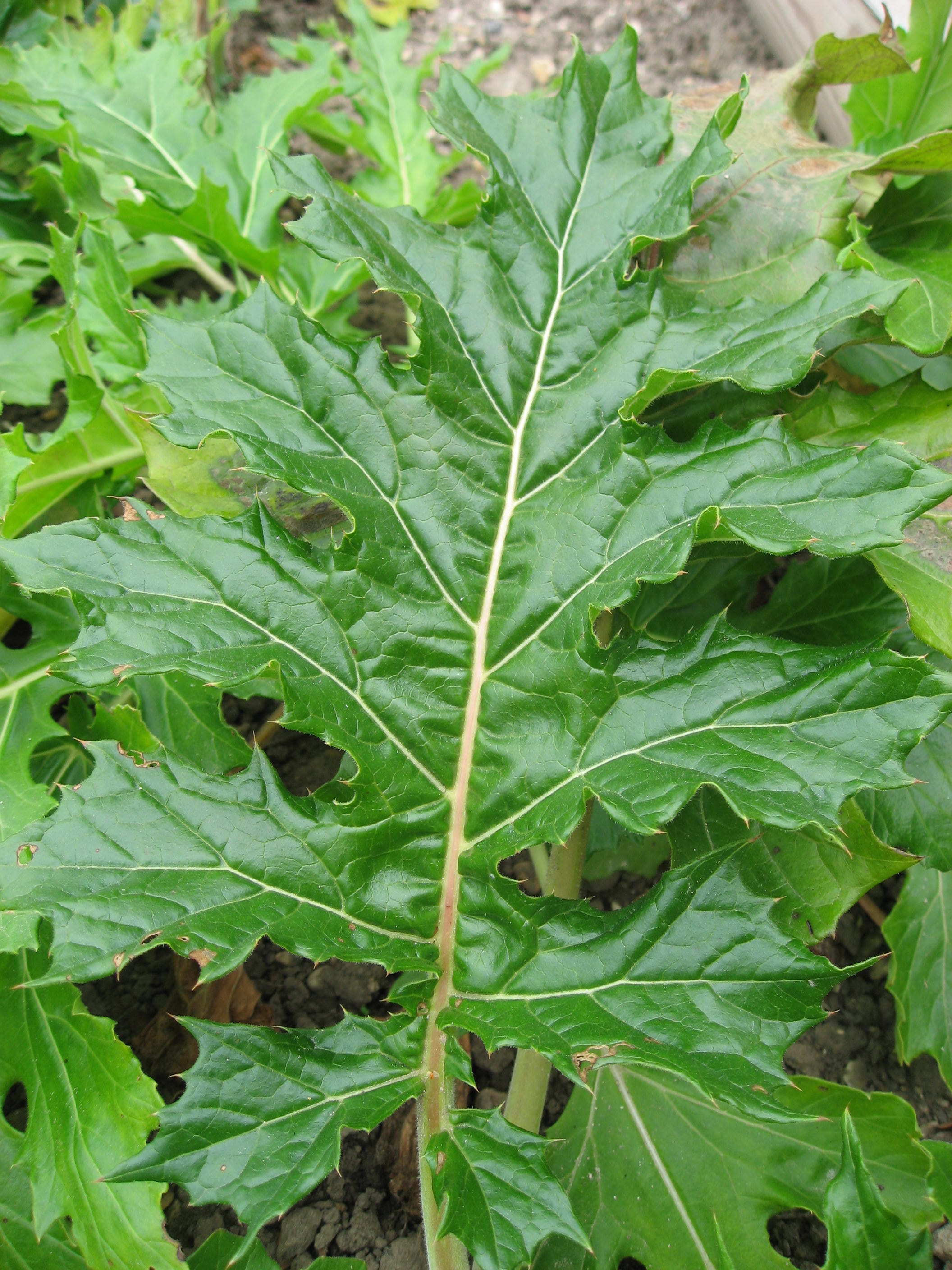
Feuille d'Acanthus mollis.

## La feuille d'acanthe dans l'architecture grecque classique
Dans l'architecture grecque classique, la feuille d'acanthe stylisée caractérise particulièrement les chapiteaux de l'ordre corinthien (chapiteaux décorés de deux rangées de feuilles d’acanthe), ainsi que des frises.
Le plus ancien exemple connu de chapiteau corinthien date de 450-420 av. J.-C. et se trouve au temple d'Apollon à Bassae en Arcadie, au centre du Péloponnèse.

## La feuille d'acanthe dans l'architecture romaine
La feuille d'acanthe fut ensuite massivement utilisés par l'architecture romaine de la période impériale : les Romains firent de l'ordre corinthien leur ordre favori et inventèrent son dérivé, l'ordre composite, dont les chapiteaux combinent les feuilles d’acanthe de l'ordre corinthien et les volutes de l'ordre ionique. L'ordre composite fit son apparition sur l'arc de Titus en 82 ap. J.-C.
Elle orne à cette époque :
- les chapiteaux de style corinthien des temples et des arcs de triomphe, tels ceux de la Maison carrée de Nîmes, de l'arc de triomphe d'Orange, du temple romain de Château-Bas à Vernègues ;
- les chapiteaux de style composite ;
- les frises de rinceaux, comme celle qui orne l'entablement de la Maison carrée ;
- les bas-reliefs, comme ceux de l'arc antique de Cavaillon.

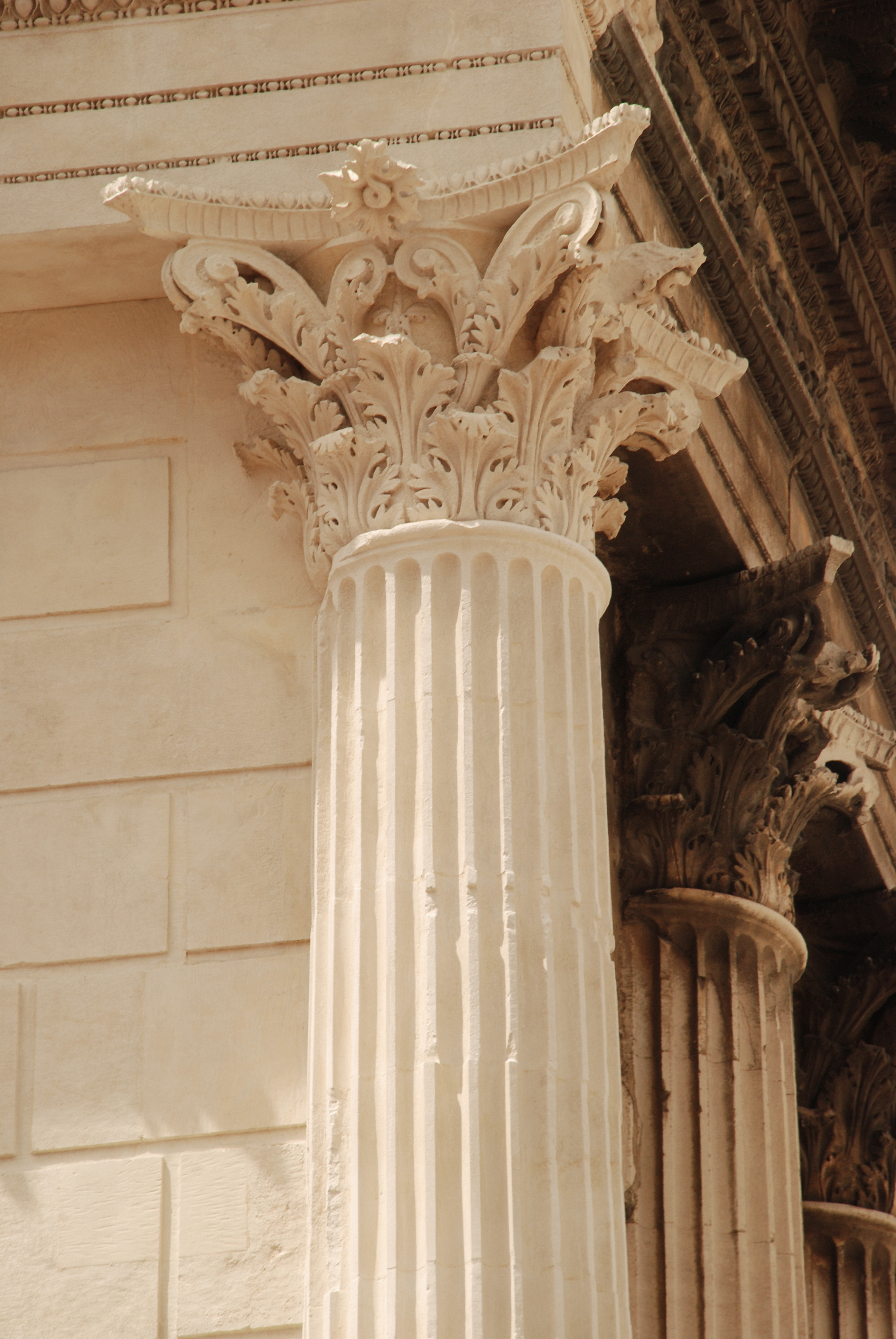
Maison carrée de Nîmes.
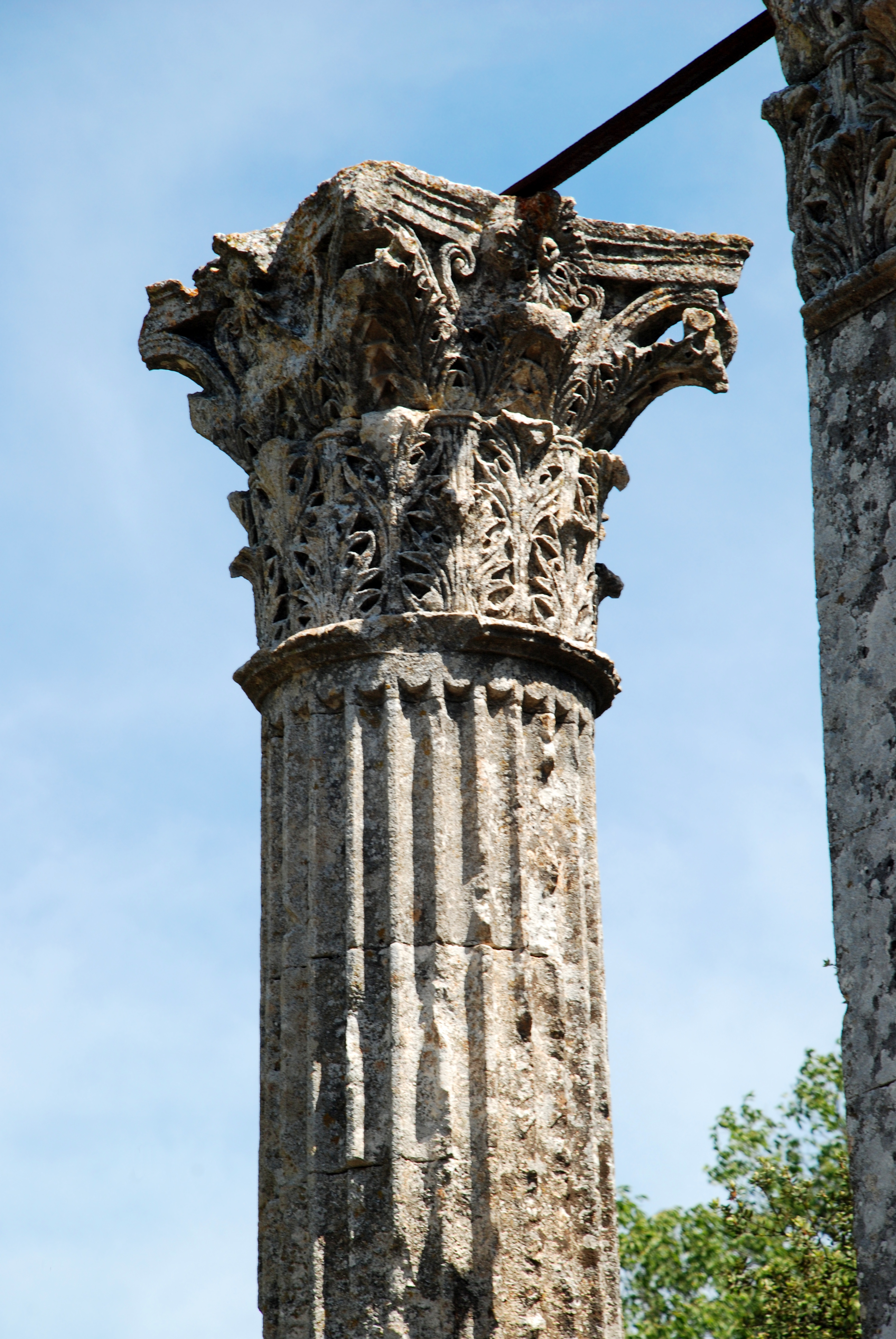
Temple romain de Château-Bas.
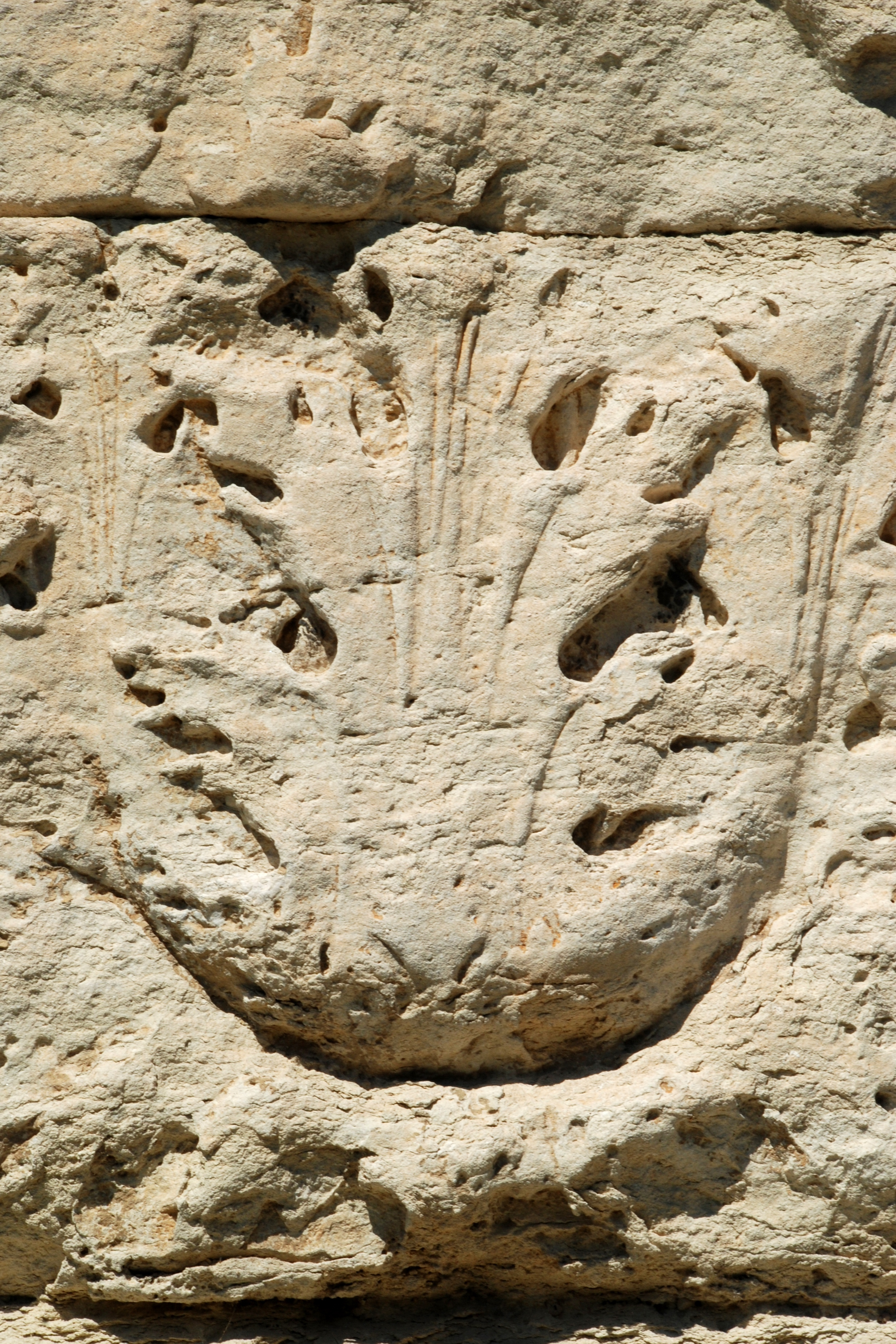
Bas-relief de l'arc antique de Cavaillon.

## La feuille d'acanthe dans l'architecture romane
Au XIIe siècle, la feuille d'acanthe est un des principaux ornements empruntés par l'architecture romane à l'architecture antique aux côtés des rinceaux, palmettes, grecques et oves.
Elle est omniprésente dans l'art roman provençal et l'art roman languedocien inspirés de l'antique où on trouve :
- des modillons à feuilles d'acanthe, comme ceux du chevet de la cathédrale Notre-Dame de Saint-Paul-Trois-Châteaux, de la cathédrale Notre-Dame-et-Saint-Castor de Nîmes et de l'église Saint-Restitut de Saint-Restitut ;
- des frises de feuilles d'acanthe, comme celles qui ornent le portail de la cathédrale Notre-Dame de Saint-Paul-Trois-Châteaux, le fronton de la cathédrale Notre-Dame-et-Saint-Castor de Nîmes, l'oculus de la chapelle Saint-Gabriel de Tarascon et la corniche de l'église Saint-Pantaléon ;
- les chapiteaux d'innombrables édifices comme la cathédrale Notre-Dame-des-Doms d'Avignon, l'abbaye Saint-Ruf d'Avignon, l'église abbatiale de Saint-Gilles du Gard, l'église Saint-Jacques de Béziers, l'église Saint-Restitut de Saint-Restitut, la chapelle Saint-Quenin de Vaison-la-Romaine, la chapelle Notre-Dame-de-Nazareth d'Entrechaux, la chapelle Saint-Gabriel de Tarascon, la chapelle Saint-Paul de Saint-Michel-l'Observatoire.

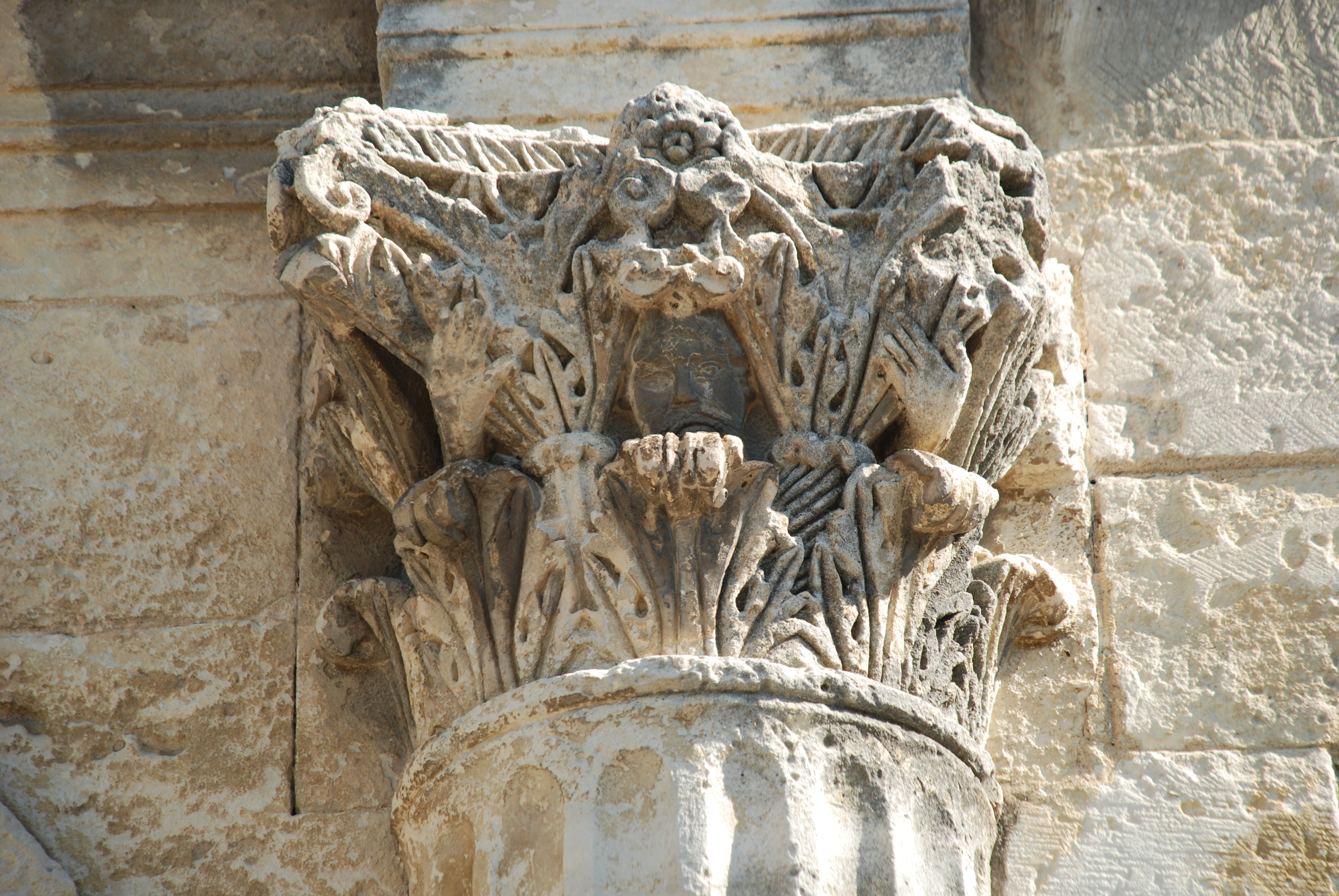
Église de Saint-Restitut.
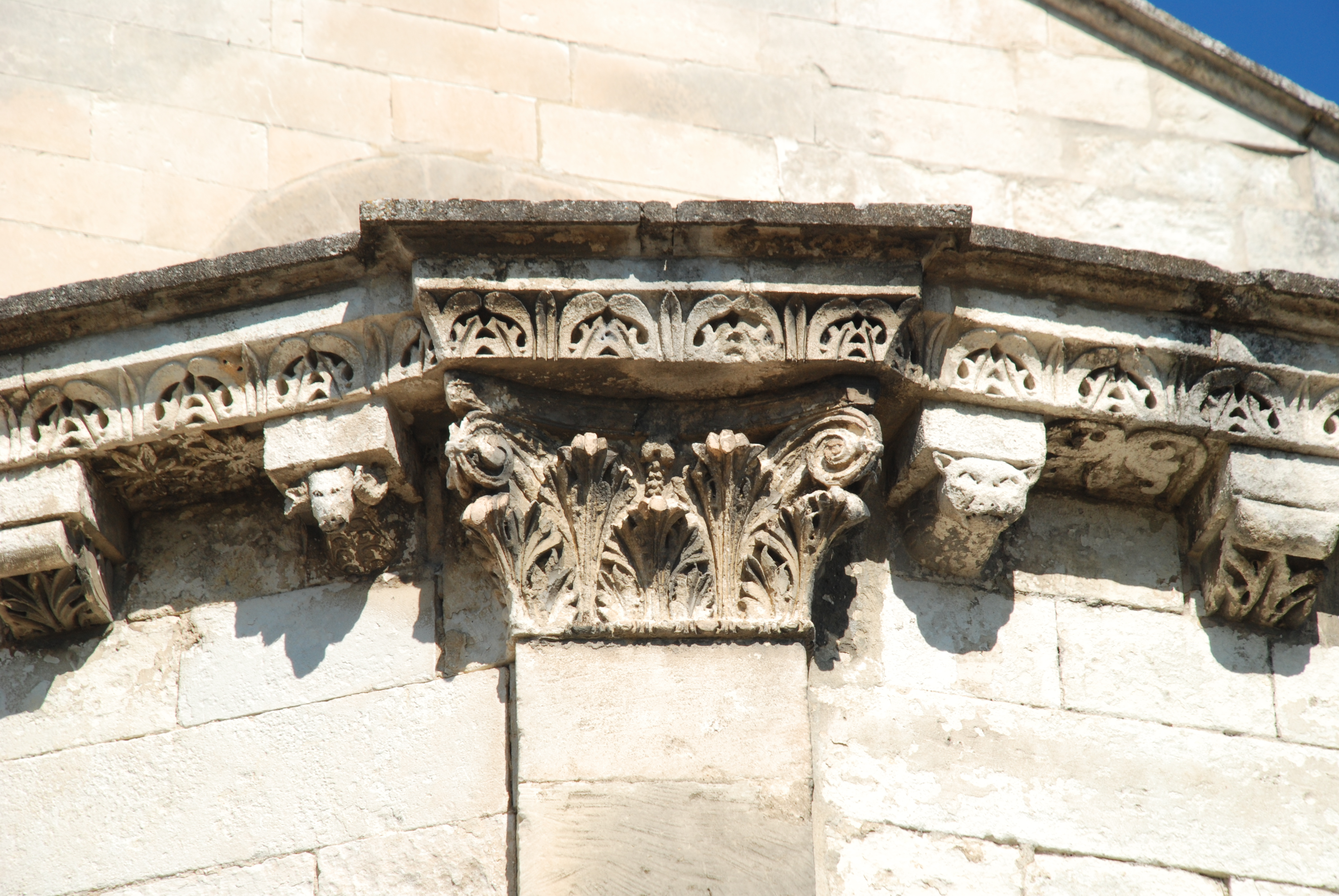
Église de Saint-Restitut.
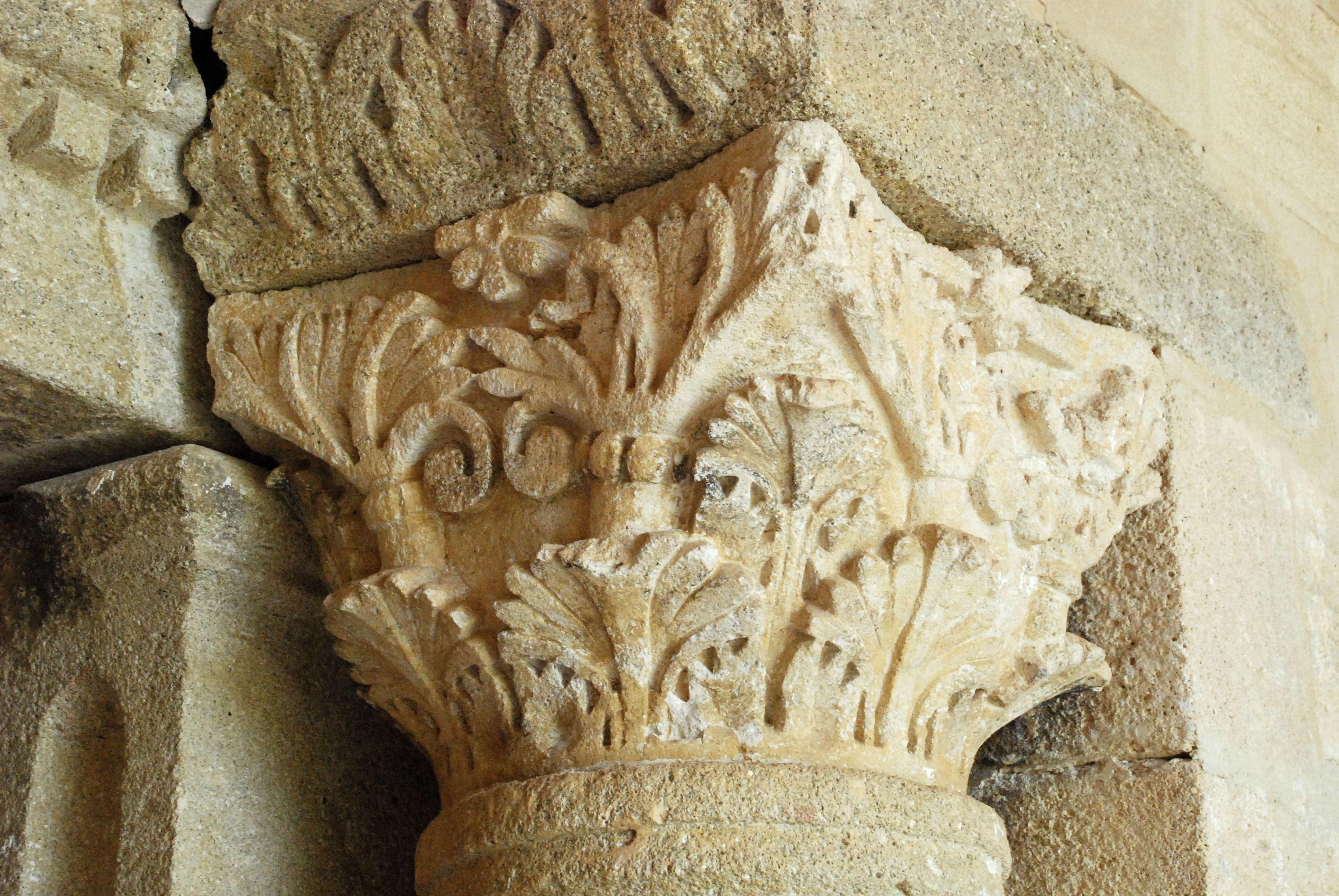
Chapelle Notre-Dame-de-Nazareth d'Entrechaux.

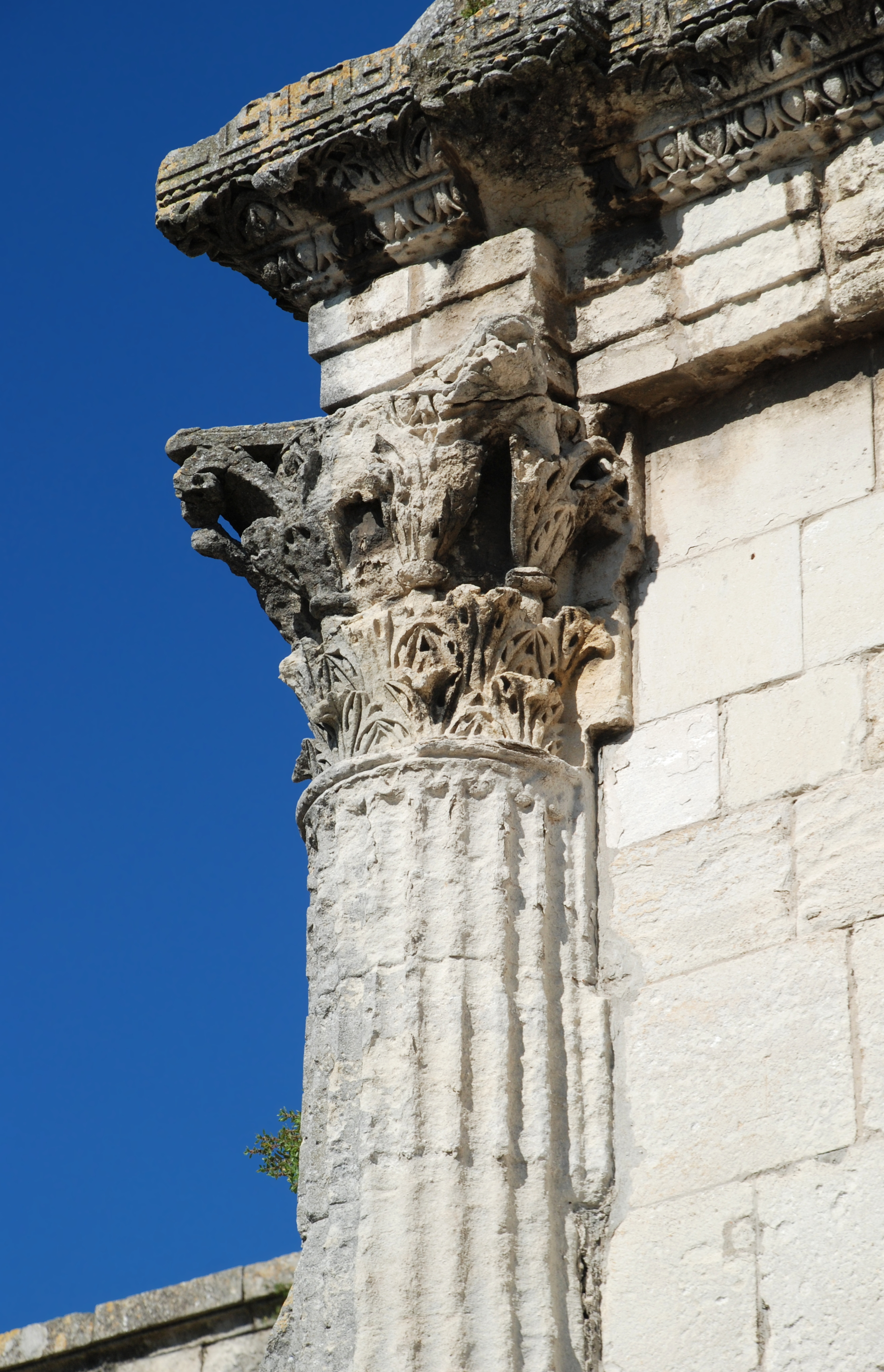
Cathédrale Notre-Dame-des-Doms d'Avignon.
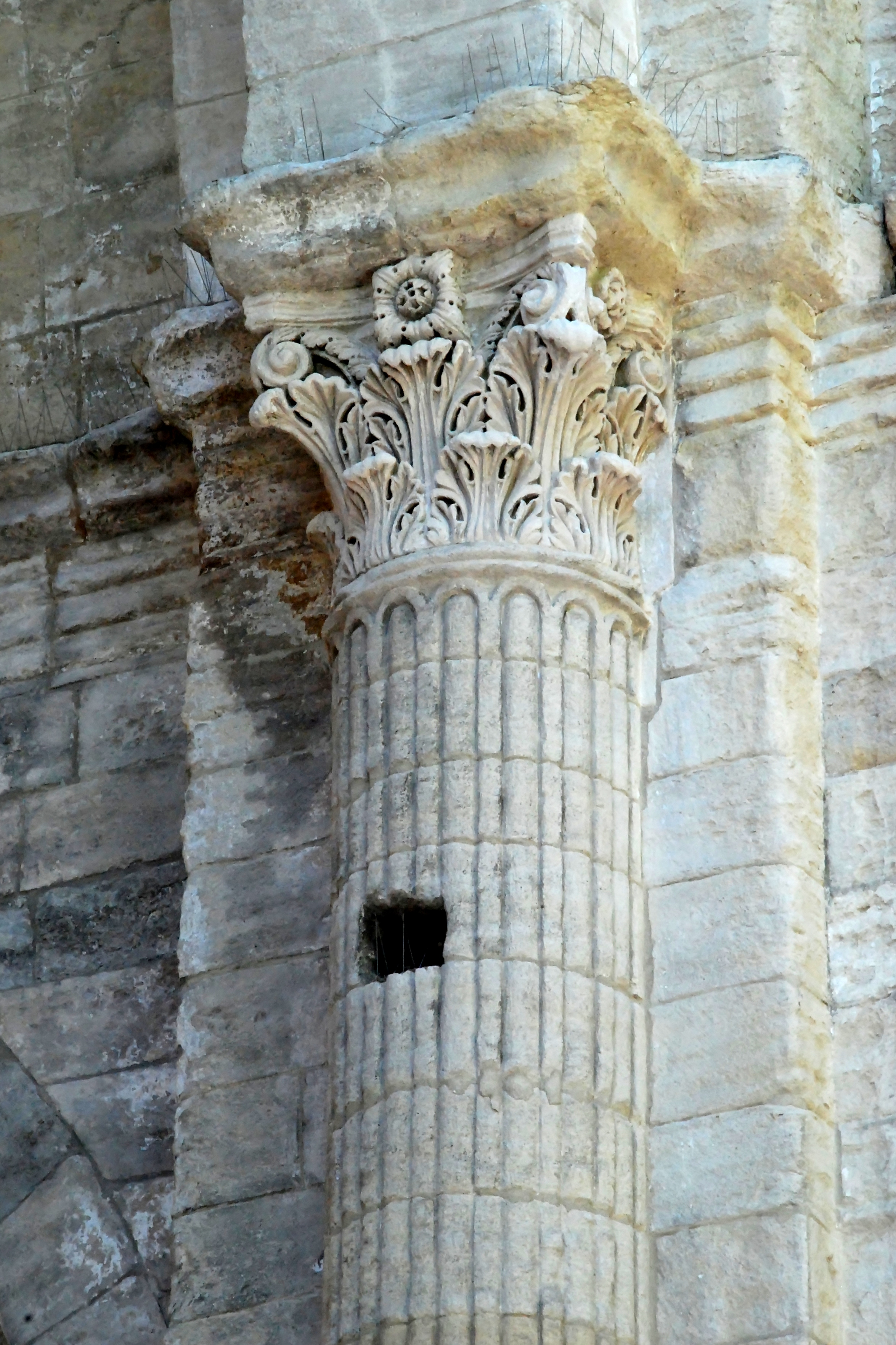
Abbaye Saint-Ruf d'Avignon.
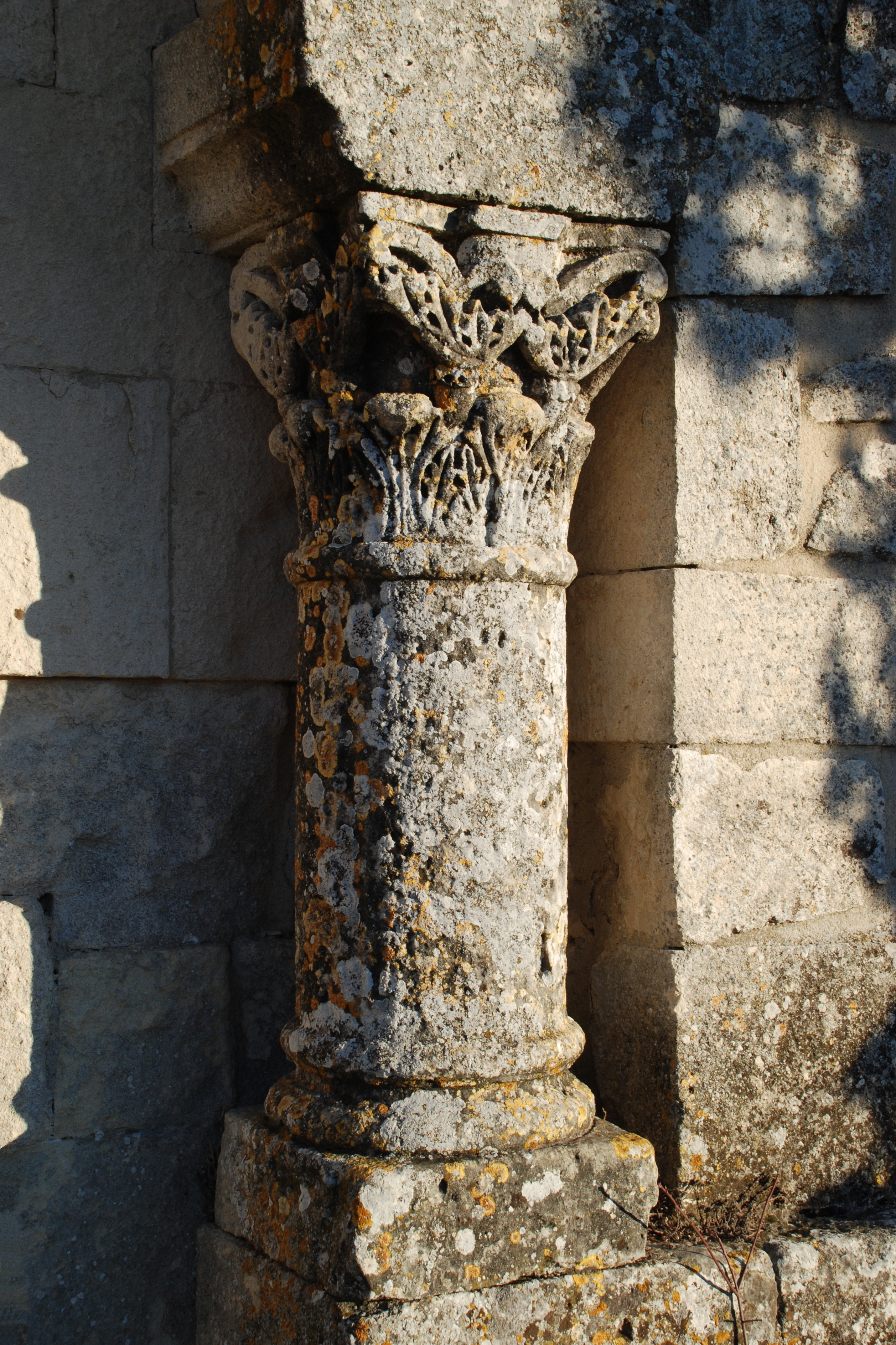
Chapelle Saint-Paul de Saint-Michel-l'Observatoire.
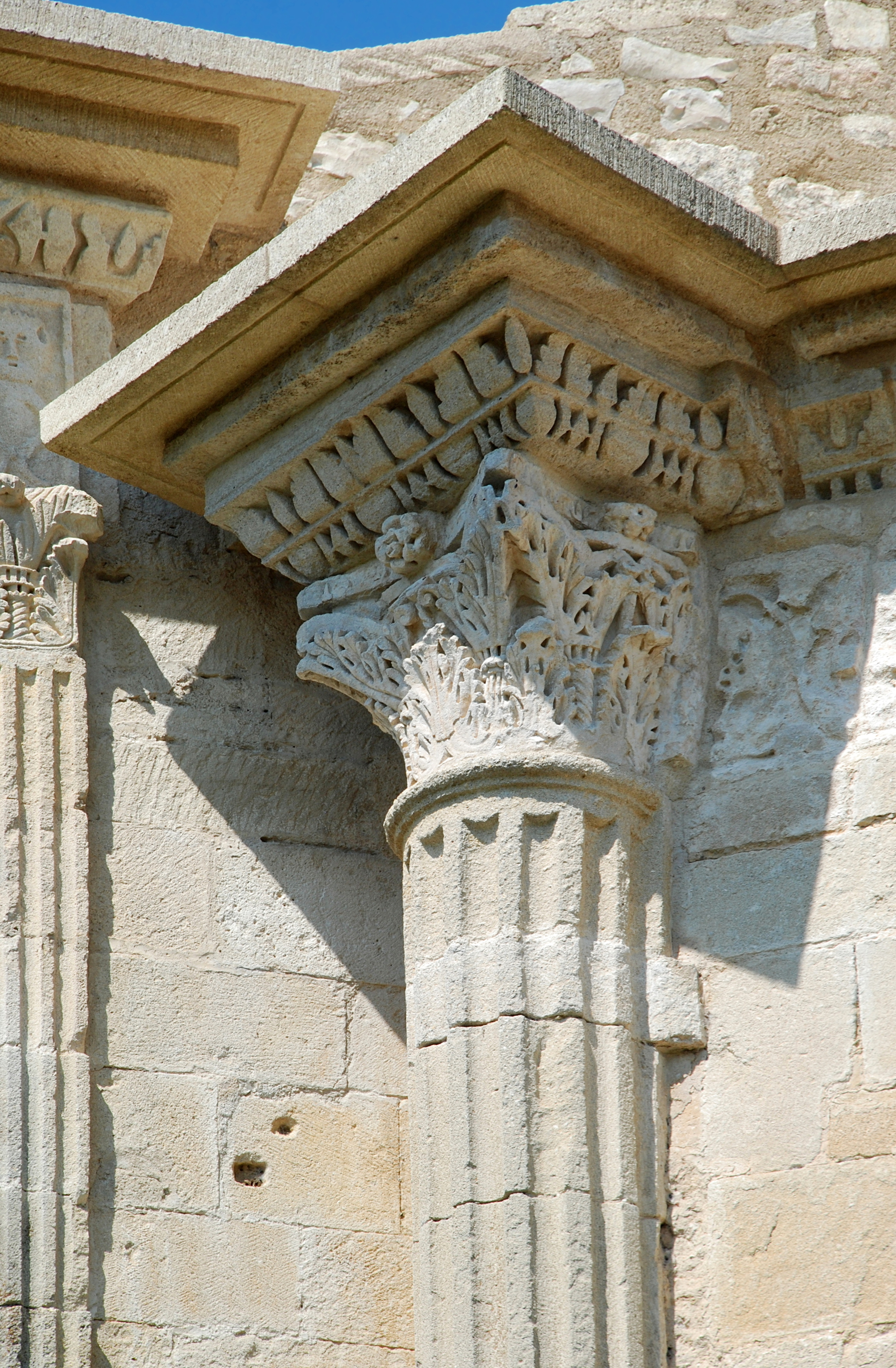
Chapelle Saint-Quenin de Vaison-la-Romaine.

## La feuille d'acanthe dans l'architecture baroque et classique

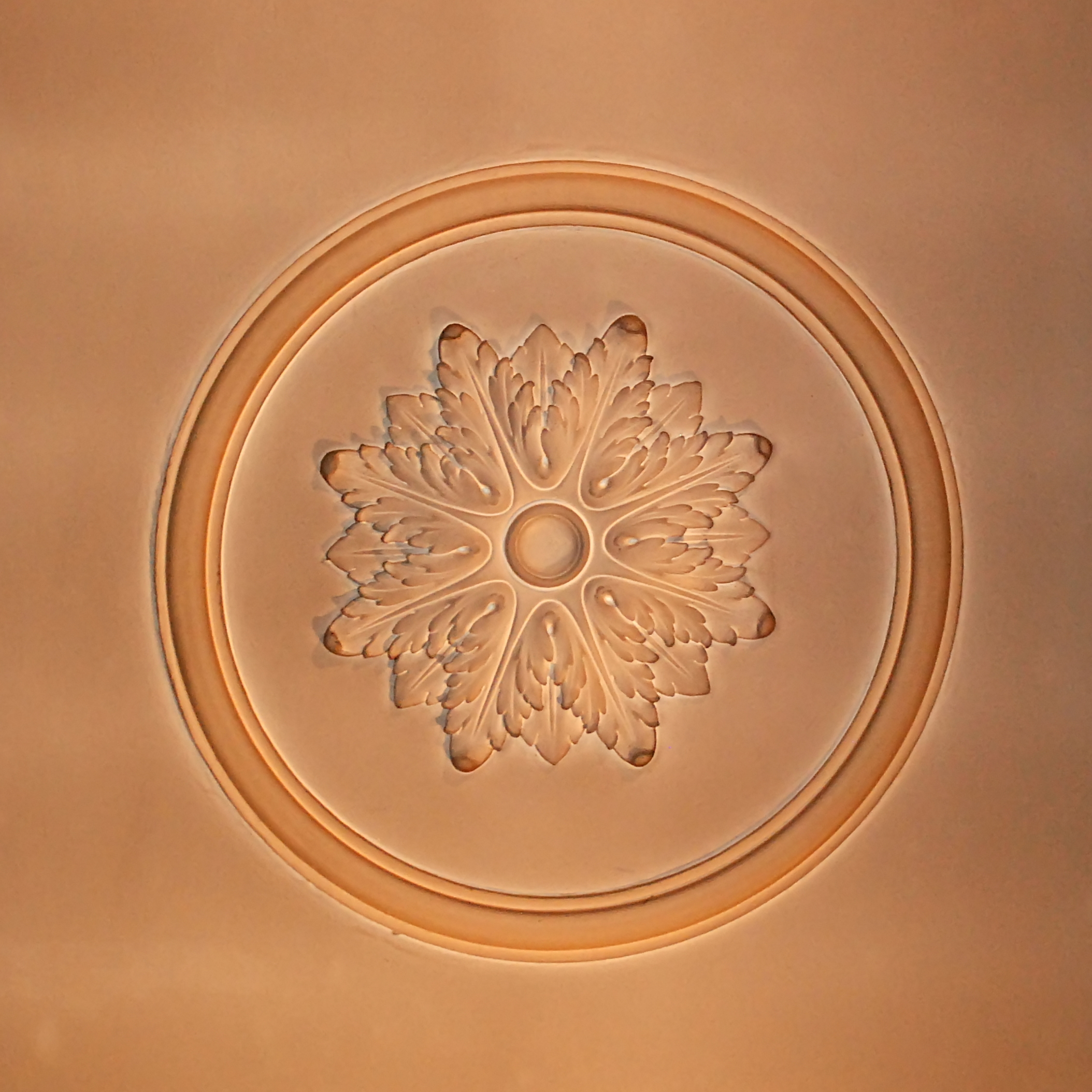
Rosette en stuc du plafond de l'église Saint-Rémi d'Ottignies.

La feuille d'acanthe est également abondamment utilisée dans l'architecture baroque et classique, aux XVIIe et XVIIIe siècles. 
Elle orne, par exemple, de nombreuses façades baroques de la Grand-Place de Bruxelles, soit sous la forme de chapiteaux corinthiens, soit sous forme de feuilles isolées : on en trouve ainsi de très grandes sur le socle de la statue de Charles Alexandre de Lorraine, au sommet de la façade de la Maison de l'Arbre d'Or (Maison des Brasseurs).
On la retrouve même dans de modestes églises rurales, sous forme de stucs ornant le plafond de la nef ou des collatéraux, comme à Ottignies.

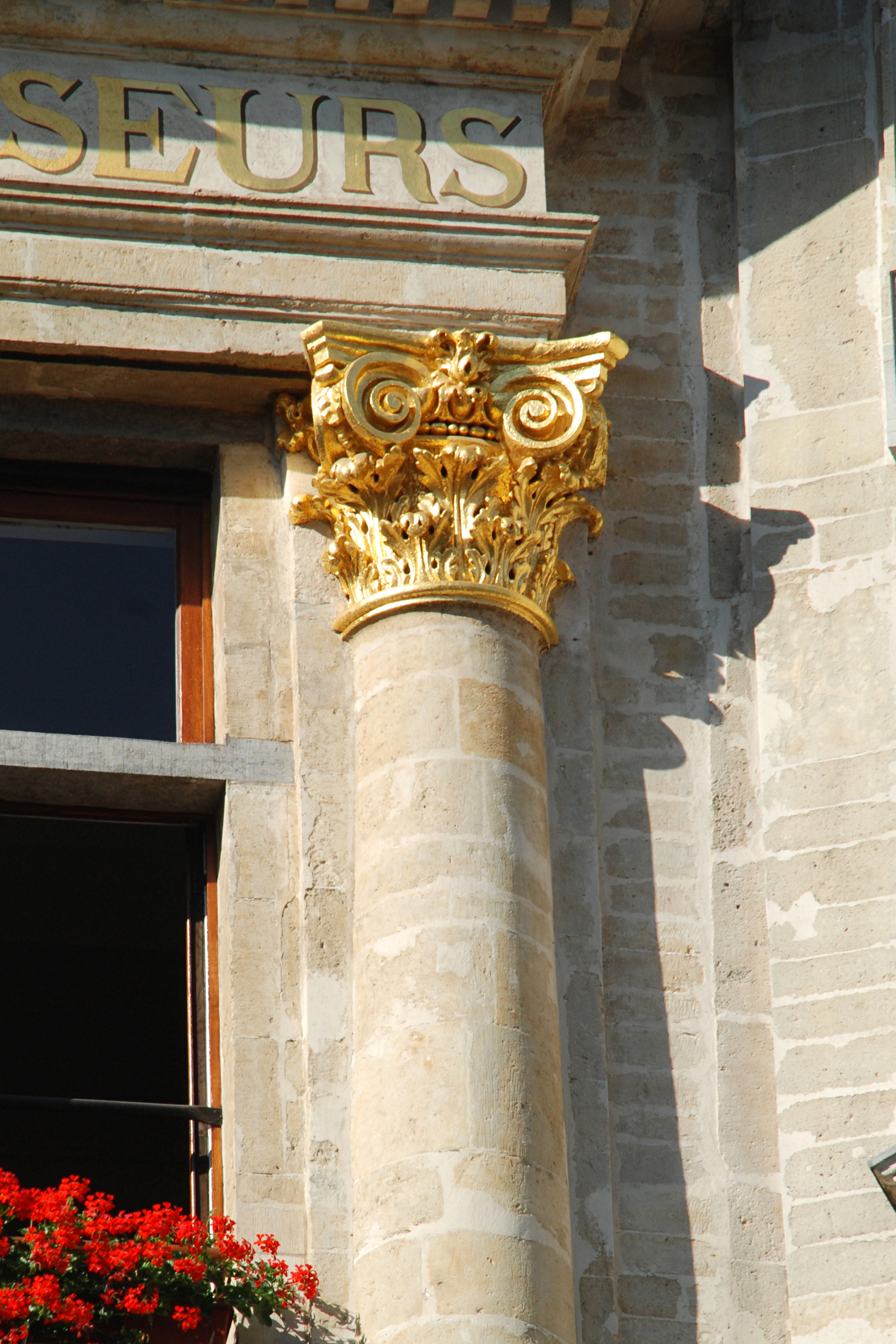
Chapiteau à feuilles d'acanthe de la Maison de l'Arbre d'Or sur la Grand-Place de Bruxelles.
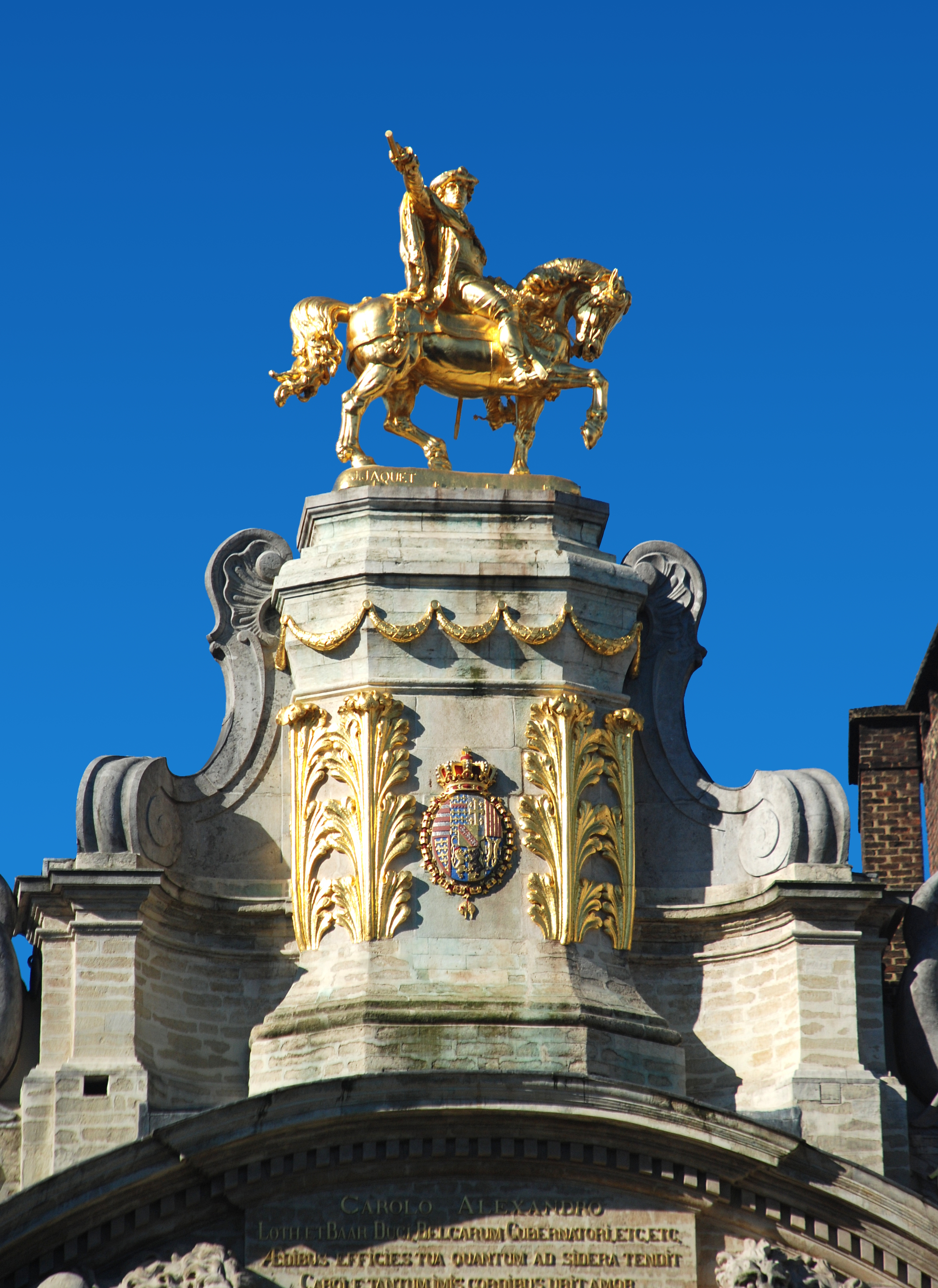
Statue de Charles Alexandre de Lorraine sur la Grand-Place de Bruxelles.
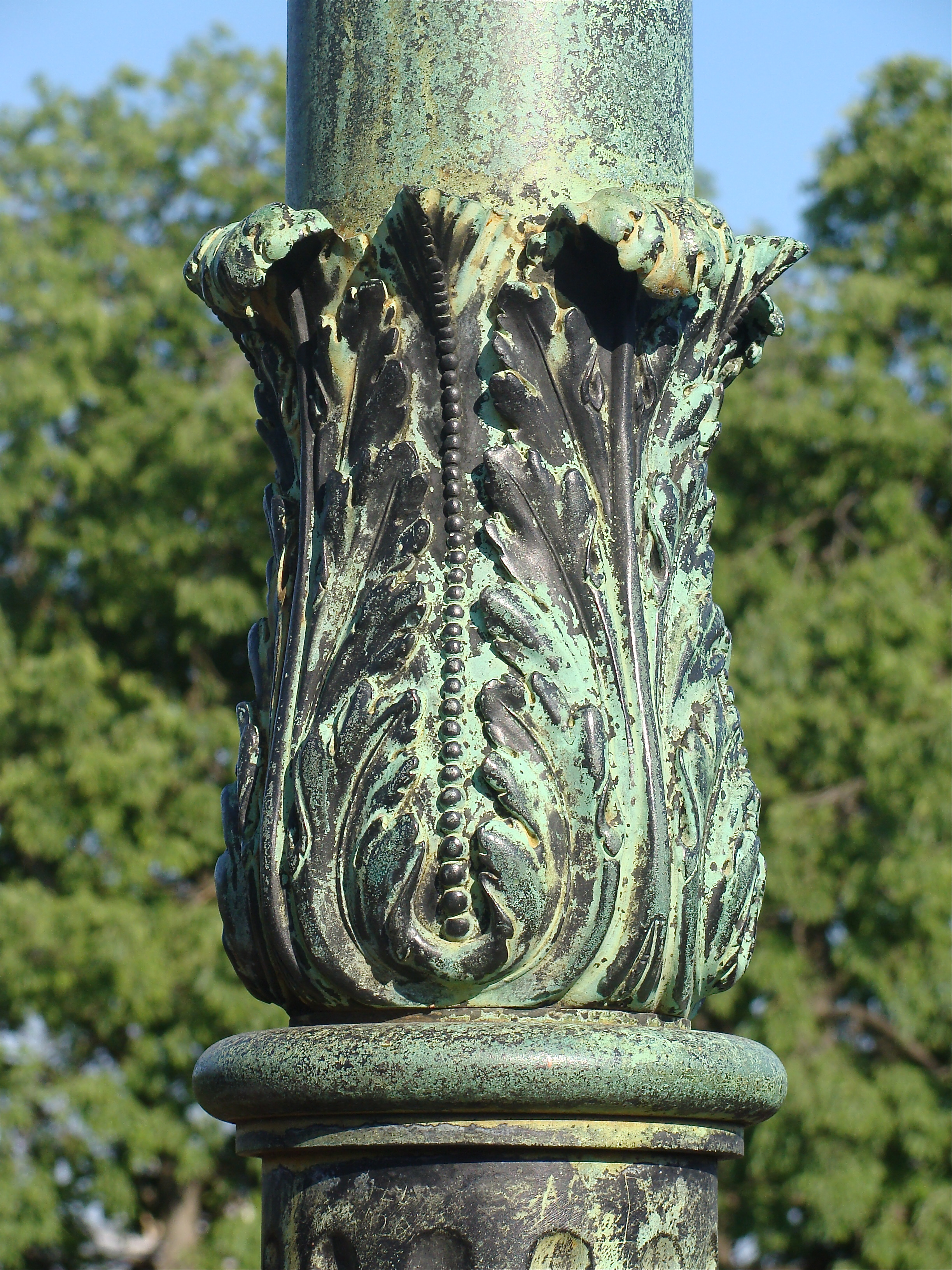
Détail du fût de l'une des colonnes de la gloriette de Buffon à Paris, l'un des plus anciens édifices métalliques au monde.

## La feuille d'acanthe dans l'architecture néoclassique et éclectique

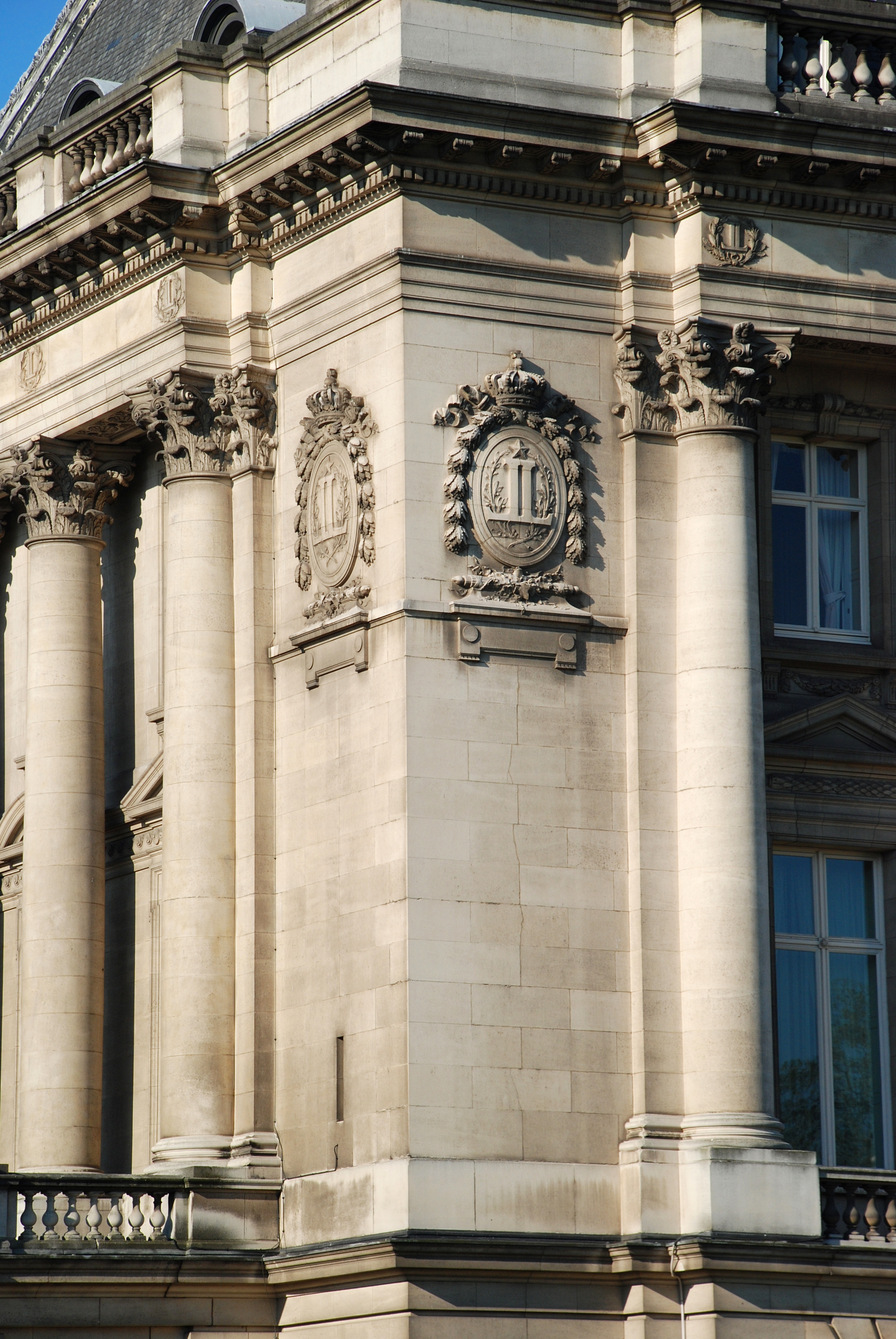
Palais royal de Bruxelles.

Enfin, la feuille d'acanthe se retrouve dans l'architecture néoclassique et éclectique du XIXe siècle.
On la retrouve par exemple sur les chapiteaux du Palais de la Bourse de Bruxelles (architecture éclectique) et du Palais royal de Bruxelles (architecture néoclassique tardive).

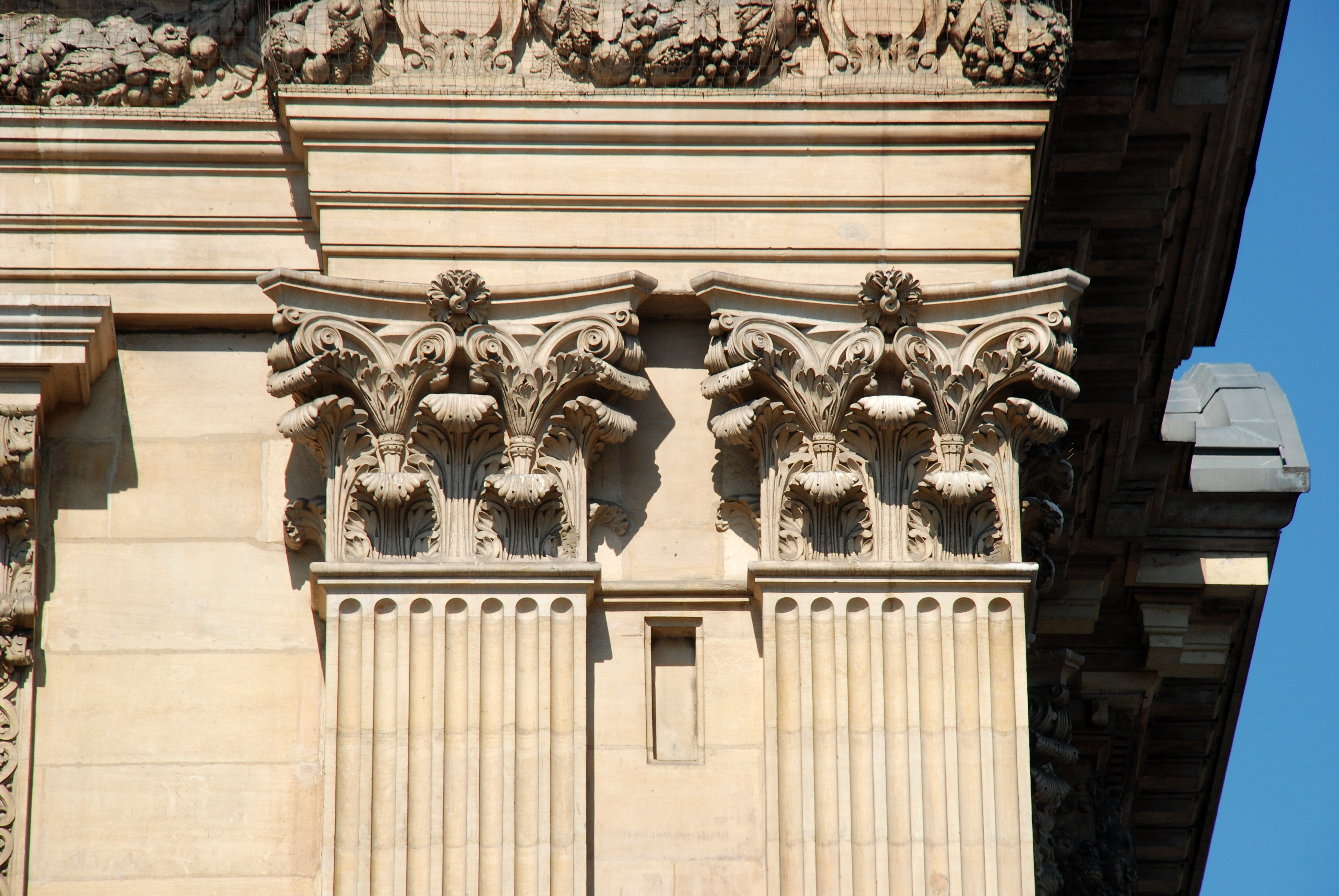
Chapiteaux du Palais de la Bourse de Bruxelles.

## Ébénisterie

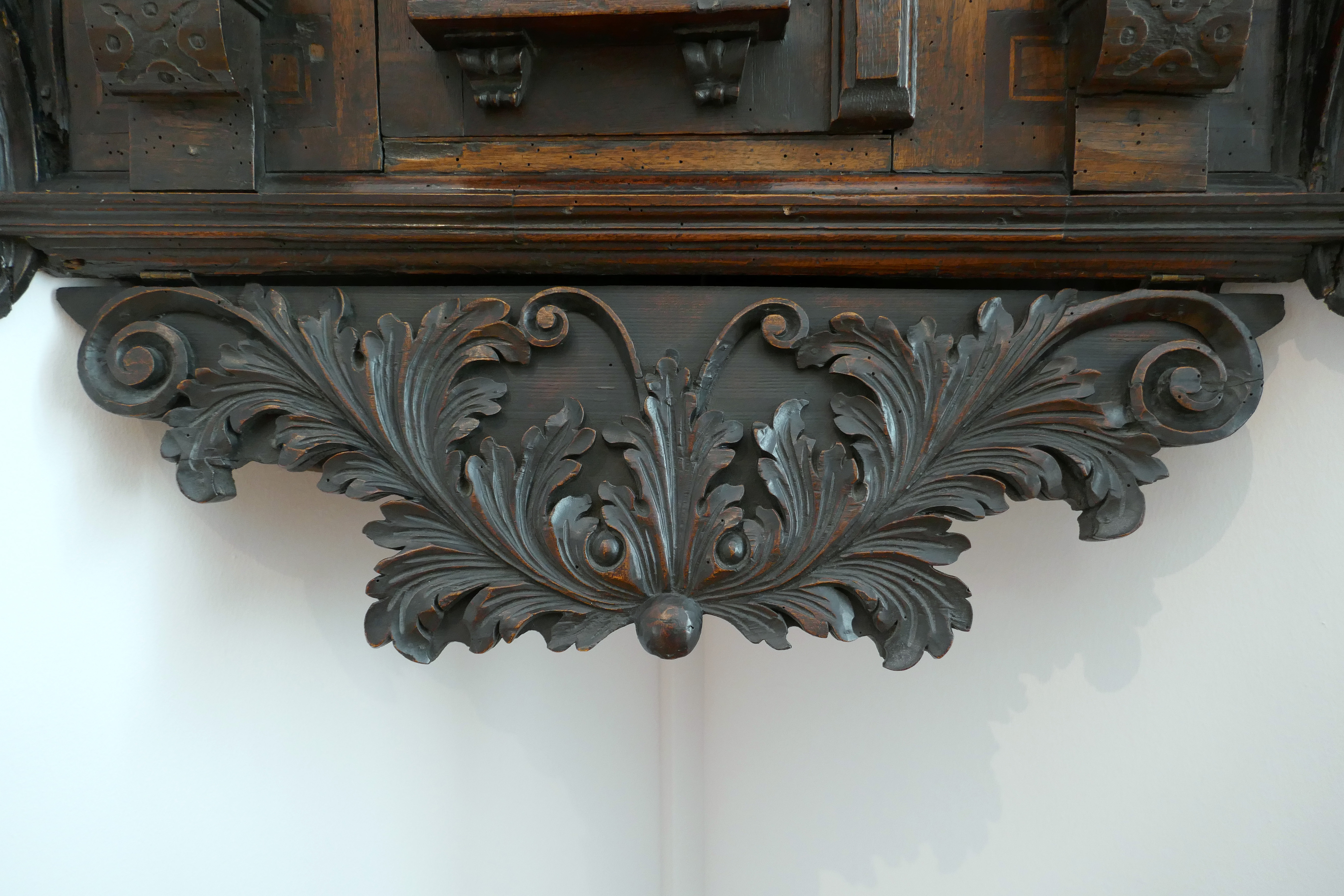
Feuilles d'acanthe sur un petit meuble d'encoignure (Alsace, XVIIe siècle).